# الشركة الجهوية للنقل بقفصة
الشركة الجهوية للنقل بقفصة  شركة حكومية تونسية مكلفة بالنقل العمومي عبر الحافلات في ولايتي قفصة وسيدي بوزيد وبينها وولايات أخرى.